# Chirotica ruficeps
Chirotica ruficeps är en stekelart som beskrevs av Horstmann 1983. Chirotica ruficeps ingår i släktet Chirotica och familjen brokparasitsteklar. Inga underarter finns listade i Catalogue of Life.